# Sloanea lasiocarpa
Sloanea lasiocarpa är en tvåhjärtbladig växtart som beskrevs av Henri François Pittier. Sloanea lasiocarpa ingår i släktet Sloanea och familjen Elaeocarpaceae. Inga underarter finns listade i Catalogue of Life.